# ウィントン・マルサリス
ウィントン・マルサリス（Wynton Marsalis、1961年10月18日 - ）は、アメリカ合衆国出身のトランペット奏者、作曲家。
マルサリスは、現代において最も著名なジャズ・ミュージシャンの一人であり、クラシック奏者としてもよく知られている。またジャズ・アット・リンカーン・センターの芸術監督も務めている。マルサリスは、ジャズ・パフォーマンスと作曲の技術、洗練されたスタイル、ジャズとジャズの歴史に関する知識、またクラシック音楽の演奏家であることによって世界的名声を得ている。
現在まで、16枚のクラシックと、30枚以上のジャズのレコードを出しており、クラシックとジャズの両部門で合わせて9つのグラミー賞を獲得している。

## 来歴
ルイジアナ州ニューオーリンズ生まれ。父はピアニストのエリス・マルサリス、兄はサックス奏者のブランフォード・マルサリス、弟にトロンボーン奏者のデルフィーヨ･マルサリス、ドラム奏者のジェイソン・マルサリス。1978年、ジュリアード音楽院にクラシック音楽専攻で入学。
1980年、わずか18歳でアート・ブレイキー&ジャズ・メッセンジャーズに加入し、プロとしての活動を開始。1981年7月、ライブ・アンダー・ザ・スカイに出演のため、ハービー・ハンコックのバンドの一員として初来日を果たし、同年、バンド・リーダーとしてデビュー。伝統的なアコースティック・ジャズを継承する大型新人として話題となる。その後、クラシック音楽のトランペット奏者としても活動を開始する。
1983年、グラミー賞のジャズ部門とクラシック部門を同時受賞。
1997年、ジャズ・ミュージシャンとしては初めて、ピューリッツァー賞 音楽部門を受賞。
長らく米コロムビア・レコード（ソニー系）に所属していたが、2004年にブルーノート・レコード（EMI系）に移籍した。2006年にはiPodのCMに曲が起用され話題になる。
2020年4月1日、父親であるエリス・マルサリスが新型コロナウイルスによる肺炎のため、85歳で死去。

## 音楽賞
ピューリッツァー賞 音楽部門
- 1997年 『ブラッド・オン・ザ・フィールズ』、 オラトリオ

グラミー賞 最優秀ジャズ・インストロメンタル・パフォーマンス（ソロ）
- 第26回グラミー賞（1983年分） 『シンク・オブ・ワン』
- 第27回グラミー賞（1984年分） 『スターダスト』
- 第28回グラミー賞（1985年分） 『ブラック・コーズ』

グラミー賞 最優秀ジャズ・インストロメンタル・パフォーマンス（グループ）
- 第28回グラミー賞（1985年分） 『ブラック・コーズ』
- 第29回グラミー賞（1986年分） 『J MOOD』
- 第30回グラミー賞（1987年分） 『スタンダード・タイム』

グラミー賞 Best Instrumental Soloist(s) Performance (with orchestra)
- 第26回グラミー賞（1983年分） Raymond Leppard (conductor), Wynton Marsalis & the National Philharmonic Orchestra for 
『トランペット協奏曲変ホ長調』収録の「トランペットとオーケストラのための協奏曲」- Haydn: Trumpet Concerto in E Flat/L. Mozart: Trumpet Concerto In D/Hummel: Trumpet Concerto in E Flat
- 第27回グラミー賞（1984年分） Raymond Leppard (conductor), Wynton Marsalis & イギリス室内管弦楽団 for 
『バロック・トランペットの響き』- Wynton Marsalis, Edita Gruberova: Handel, Purcell, Torelli, Fasch, Molter

グラミー賞 Best Spoken Word Album for Children
- 第42回グラミー賞（1999年分） Listen to the Storyteller: A Trio of Musical Tales From Around The World

高松宮殿下記念世界文化賞音楽部門
- 2023年 第34回

## ディスコグラフィ

### ジャズ系リーダー作品
1980年代
- 『ウィントン・マルサリスの肖像』 - Wynton Marsalis（1981年7月29日、30日、8月録音）(Columbia) 1982年（1981年7月は「ソニー・ミュージック信濃町スタジオ」において録音。同年8月はニューヨークにおいて録音。）
- チコ・フリーマンらと共演, 『ファーザーズ・アンド・サンズ』 - Fathers & sons（1982年録音）(Columbia) 1982年
- 『シンク・オブ・ワン』 - Think of One (Columbia) 1983年
- 『スターダスト』 - Hot House Flowers（1984年録音）(Columbia) 1984年
- 『ブラック・コーズ』 - Black Codes (From the Underground)（1985年録音）(Columbia) 1985年
- 『J MOOD』 - J Mood（1985年録音）(Columbia) 1986年
- 『スタンダード・タイム Vol.1』 - Marsalis Standard Time, Vol. 1（1986年録音）(Columbia) 1987年
- 『ライブ・アット・ブルース・アレイ』 - Live at Blues Alley（1986年録音）(Columbia) 1987年（ライヴ）
- 『ザ・マジェスティ・オブ・ザ・ブルース』 - The Majesty of the Blues（1988年録音）(Columbia) 1989年
- 『クリスマス・カード』 - Crescent City Christmas Card（1989年録音）(Columbia) 1989年

1990年代
- 『スタンダード・タイム Vol.2：四月の想い出』 - Standard Time, Vol. 2: Intimacy Calling（1987年、1990年録音）(Columbia) 1991年
- 『スタンダード・タイム Vol.3：ザ・リゾリューション・オブ・ロマンス』 - Standard Time, Vol. 3: The Resolution of Romance（1989年録音）(Columbia) 1990年
- 『ソウル・ジェスチャーズ・イン・サザン・ブルー Vol.1：シック・イン・ザ・サウス』 - Thick in the South: Soul Gestures in Southern Blue, Vol. 1 (Columbia) 1991年
  - 『ソウル・ジェスチャーズ・イン・サザン・ブルー Vol.2：アップタウン・ルーラー組曲』 - Uptown Ruler: Soul Gestures in Southern Blue, Vol. 2 (Columbia) 1991年
  - 『ソウル・ジェスチャーズ・イン・サザン・ブルー Vol.3：リービ・ロウ・モール』 - Levee Low Moan: Soul Gestures in Southern Blue, Vol. 3 (Columbia) 1991年
- 『ヴィレッジ・ヴァンガードBOX』 - Live at the Village Vanguard（1990年～録音）(Columbia) 1999年
- 『ブルー・インタールード』 - Blue Interlude (Columbia) 1992年
- 『シティ・ムーヴメント』 - Citi Movement (Griot New York)（1992年録音） (Columbia) 1992年
- In This House, On This Morning（1992年、1993年録音）(Columbia) 1994年
- 『スタンダード・タイム Vol.4：プレイズ・モンク』 - Standard Time, Vol. 4: Marsalis Plays Monk（1993年、1994年録音）(Columbia) 1999年
- エリス・マルサリスと共同名義, 『ジョー・クールズ・ブルース』 - Joe Cool's Blues（1994年録音） (Columbia) 1995年
- 『ガブリエルズ・ガーデン』 - In Gabriel's Garden with the English Chamber Orchestra (Columbia) 1996年
- 『リール・タイム』 - Reeltime（1996年録音）(Sony) 1999年（カサンドラ・ウィルソンらが参加）
- 『スタンダード・タイムVol.5：ミッドナイト・ブルース』 -Standard Time, Vol. 5: The Midnight Blues（1997年録音）(Sony) 1998年
- 『スタンダード・タイムVol.6：MR. ジェリー・ロード』 - Standard Time, Vol. 6: Mr. Jelly Lord（1999年録音）(Sony) 1999年

2000年代
- 『スタンダード・ライヴ』 - Live at the House of Tribes（2002年録音）(Blue Note) 2005年
- マルサリス一家, A Jazz Celebration (Marsalis Music) 2003年
- 『ザ・マジック・アワー』 - The Magic Hour（2003年録音）(Blue Note) 2004年
- 『自由への誓い』 - From the Plantation to the Penitentiary（2006年録音）(Blue Note) 2007年
- ウィリー・ネルソンと共演, 『スターダスト』 - Two Men with the Blues（2007年1月録音）(Blue Note) 2008年
- 『ヒー・アンド・シー』 - He and She（2007年8月録音）(Blue Note) 2009年
- Christmas Jazz Jam（2009年録音）(Compass) 2009年

2010年代
- リチャード・ガリアーノと共演, From Billie Holiday to Edith Piaf: Live in Marciac (Wynton Marsalis) 2010年
- マルサリス一家, Music Redeems (Marsalis Music) 2010年
- ウィリー・ネルソン、ノラ・ジョーンズと共演, 『ヒア・ウィ・ゴー・アゲイン：ライヴ･イン N.Y.』 - Here We Go Again: Celebrating the Genius of Ray Charles（2009年録音）(Blue Note) 2011年（ライヴ）
- エリック・クラプトンと共演, 『プレイ・ザ・ブルース』 - Play the Blues: Live from Jazz at Lincoln Center（2011年録音）(Reprise) 2011年（ライヴ）

### ジャズ・アット・リンカーン・センター関連
- 『ポートレート・バイ・エリントン』 - Portraits by Ellington（1991年録音）(Columbia) 1992年
- 『ジャイアンツ・オブ・ジャズ』 - Jazz at Lincoln Center Presents: The Fire of the Fundamentals（1991年～録音）(Columbia) 1994年
- 『ゼイ・ケイム・トゥ・スウィング』 - Jazz at Lincoln Center: They Came to Swing（1992年～録音）(Columbia) 1994年
- 『ブラッド・オン・ザ・フィールズ』 - Blood on the Fields（1995年録音）(Sony) 1997年
- 『ジャンプ・スタート＆ジャズ』 - Jump Start and Jazz（1993年～録音）(Sony Classical) 1997年
- 『ビッグ・トレイン組曲』 - Big Train（1998年録音）(Sony Classical) 1999年
- 『スウィンギン・ウィズ・ザ・デューク』 - Live in Swing City: Swingin with the Duke（1998年録音）(Sony) 1999年
- 『オール・ライズ』 - All Rise（2001年録音）(Sony Classical) 2002年
- A Love Supreme（2003年録音）(Palmetto) 2005年
- Don't Be Afraid: The Music of Charles Mingus（2003年録音）(Palmetto) 2005年
- Portrait in Seven Shades（2007年録音）(Jazz at Lincoln Center) 2010年
- Vitoria Suite（2009年録音）(Emarcy) 2010年
- Live in Cuba (Blue Engine) 2015年
- Big Band Holidays (Blue Engine) 2015年
- The Abyssinian Mass (Blue Engine) 2016年
- The Music of John Lewis (Blue Engine) 2017年

### コンピレーション
- Swingin' into the 21st (Columbia) 2011年（CD 11枚組）
- Selections from Swingin' into the 21st (Columbia) 2011年
- THE MUSIC OF AMERICA: Inventing Jazz - Wynton Marsalis (Sony Masterworks) 2012年（CD 2枚組）
- The Spiritual Side Of Wynton Marsalis (Columbia) 2013年

### サイドマン作品
- アート・ブレイキー＆ジャズ・メッセンジャーズ・ビッグバンドの一員として，Live at Montreux and Northsea（1980年録音）(Timeless) 1981年
- アート・ブレイキー＆ジャズ・メッセンジャーズの一員として，Album of the Year（1981年4月録音）(Timeless) 1981年
- アート・ブレイキー＆ジャズ・メッセンジャーズの一員として，Straight Ahead（1981年6月録音）(Concord) 1981年
- ハービー・ハンコックの作品に参加, 『カルテット』 - Quartet（1981年7月28日録音）(CBS/Sony) 1983年
- チコ・フリーマンの作品に参加, Destiny's Dance（1981年10月録音）(Contemporary) 1982年
- アート・ブレイキー＆ジャズ・メッセンジャーズの一員として，Keystone 3（1982年録音）(Concord) 1982年
- マーカス・ロバーツの作品にE. Dankworth名義で参加, Deep in the Shed（1989年録音）(Novus) 1990年
- シャーリー・ホーンの作品に参加, You Won't Forget Me（1990年録音）(Verve) 1991年
- シャーリー・ホーンの作品に参加, Here's to Life（1991年録音）(Verve) 1992年
- ジョー・ヘンダーソンの作品に参加, 『ラッシュ・ライフ』 - Lush Life: The Music of Billy Strayhorn（1991年録音）(Verve) 1992年
- ディジー・ガレスピーの作品に参加, To Diz with Love（1992年録音）(Telarc) 1992年
- エルヴィン・ジョーンズの作品に参加, Tribute to John Coltrane "A Love Supreme"（1992年録音）(Columbia) 1994年
- モダン・ジャズ・カルテットの作品に参加, MJQ & Friends: A 40th Anniversary Celebration（1992年～録音）(Atlantic) 1994年
- ザ・サッチャル・アンサンブルの作品に参加, 『ソング・オブ・ラホール』 - Song of Lahore (Universal) 2016年（音楽ドキュメンタリー映画のコンパニオン・アルバム）

### クラシック系アルバム
- 『トランペット協奏曲変ホ長調』 - Trumpet Concertos (Sony Classical) 1983年
- 『バロック・トランペットの響き』 - Wynton Marsalis Plays Handel, Purcell, Torelli, Fasch, and Molter (Sony Classical) 1984年
- Tomasi, Jolivet: Trumpet Concertos （1985年録音）(CBS Masterworks) 1986年
- 『超絶技巧〜熊んばちの飛行』 - Carnaval（1985年録音）(CBS Masterworks) 1987年
- 『トランペット協奏曲集』 - Baroque Music For Trumpets（1987年録音）(Sony Classical) 1988年
- 『20世紀トランペット作品集』 - On the Twentieth Century（1992年録音）(Sony Classical) 1993年
- 『ザ・ロンドン・コンサート』 - The London Concert（1993年録音）(Sony Classical) 1994年
- Listen to the Storyteller: A Trio of Musical Tales From Around The World（1998年録音）(Sony Classical) 1999年
- 『フィドラーズ・テール』 - A Fiddler's Tale（1998年5月、1999年4月録音）(Sony Classical) 1999年
- 『マルシアック・スウィート』 - The Marciac Suite（1999年録音）(Sony Classical) 2000年

### サウンドトラック等
- ラジオタウンで恋をして - Tune in Tomorrow... The Original Soundtrack (Columbia) 1990年
- ジャック・ジョンソン：栄光と挫折 - Unforgivable Blackness: The Rise and Fall of Jack Johnson (Blue Note) 2004 年
- The War, A Ken Burns Film, The Soundtrack (Sony) 2007年

## 共演者
- カサンドラ・ウィルソン
- ウィリー・ネルソン
- ノラ・ジョーンズ
- エリック・クラプトン
- マルサリス一家
  - エリス・マルサリス
  - ブランフォード・マルサリス
- アレケ・カノーヌ[2]